# Thomsonisca sankarani
Thomsonisca sankarani är en stekelart som beskrevs av Subba Rao 1979. Thomsonisca sankarani ingår i släktet Thomsonisca och familjen sköldlussteklar. Inga underarter finns listade i Catalogue of Life.